# Albert Goblet d'Alviella
Albert Joseph, Conde Goblet d'Alviella (Tournai, 26 de mayo de 1790-Bruselas, 5 de mayo de 1873) oficial del Reino Unido de los Países Bajos y político belga abuelo del historiador belga Eugene Goblet d'Alviella.
Sirvió como oficial primeramente en Francia, pero en 1814 se pasó a la armada del Reino Unido de los Países Bajos y el 16 de noviembre de 1830, se unió a las fuerzas insurrectas belgas, que le nombraron generalkriegskommissar, poniéndole de este modo al mando de la defensa nacional. Entre 1831 y 1834 fue ministro de Asuntos Exteriores del reciente gobierno belga y en 1837, se erigió como noble. 